# 飯田市立川路小学校
飯田市立川路小学校（いいだしりつ かわじしょうがっこう）は、長野県飯田市にある公立の小学校。

## 沿革

### 年表
- 1872年（明治5年）- 関島退蔵の自宅に学校を創設し、川路学校とする
- 1897年（明治30年）- 下川路尋常小学校となる
- 1923年（大正12年）- 五区中平へ校舎移転
- 1927年（昭和2年）- 川路尋常高等小学校となる
- 1941年（昭和16年）- 川路国民学校となる
- 1947年（昭和22年）- 川路村立川路小学校となる
- 1961年（昭和36年）- 飯田市立川路小学校となる
- 1963年（昭和38年）- 現在地へ校舎移転
- 1986年（昭和61年）- 新校舎落成式、屋外ステージ竣工
- 2002年（平成14年）- 構内ネットワーク整備、パソコン教室新調

## 教育目標
かわじの子

## 所在地
- 〒339-2431 長野県飯田市川路3477-1

## 出身者
- ニッチロー（ものまね芸人）[1]